# Mario Lolini
Mario Lolini (n. 27 ianuarie 1958, Grosseto, Toscana, Italia) este un politician italian, membru al Camerei Deputaților din 23 martie 2018 până în 13 octombrie 2022. 